# 切佩爾島

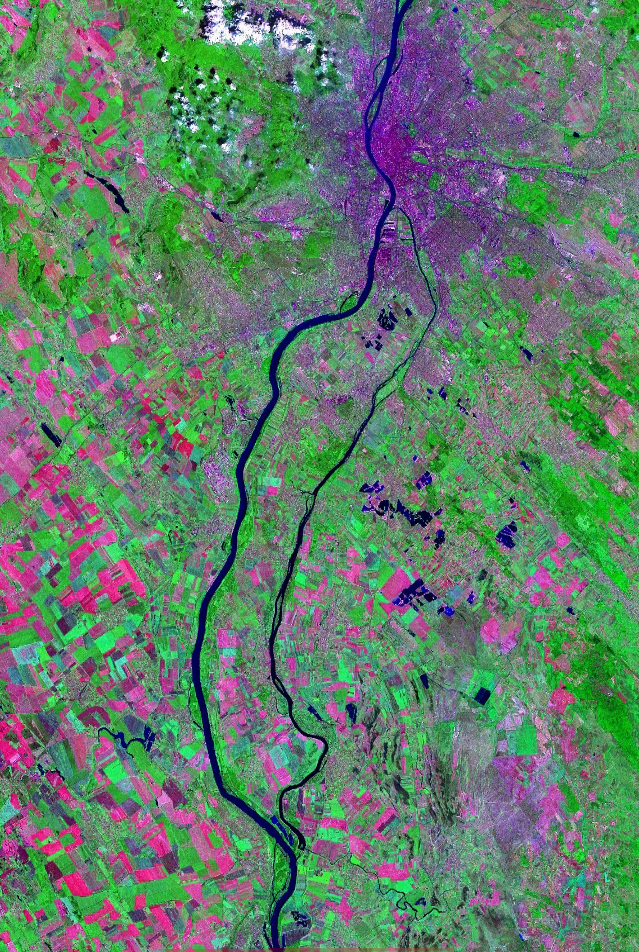
切佩爾島衛星地圖

切佩爾島（匈牙利語：Csepel-sziget）是多瑙河在匈牙利最大的一個島嶼。島嶼長48公里，寬6至8公里。島嶼面積257平方公里。切佩爾島上的佩切爾港是匈牙利最大的進出口岸。島上有人口165,000人。切佩爾島的北端为布达佩斯第二十一区，島上大部分地區可通過布达佩斯城铁到達。匈牙利最高的建築物Lakihegy Tower也位於切佩爾島上。
切佩爾島上著名的城镇包括拉茨凯韦、锡盖特圣米克洛什、特科尔等。
切佩尔岛是阿尔帕德大公的部落征服匈牙利的第一个中心。该岛得名于阿尔帕德的马夫切佩尔。
47°15′N 18°57′E / 47.250°N 18.950°E